# Wappani
Os wappani ou wappinger ("orientais", em algonquiano) foram um grupo de indígenas americanos, cujo território se estendia, no século XVII, ao longo da margem oriental do rio Hudson. A partir do atual condado de Dutchess, espalhavam-se ao sul até Manhattan, e a leste, até partes de Connecticut. Eram parentes próximos dos lenapes e dos moicanos, todos falantes dos idiomas algonquianos; como os lenapes, os wappani não se organizaram em tribos coesas ao longo da maior parte de sua história; em vez disso, formaram aproximadamente dezoito grupos agrupados de maneira livre.